# Josu Anuzita
Josu Anuzita Alegría (Bilbao, 13 de enero de 1964) es un exfutbolista español que actuaba en la posición de portero. Conocido en el mundo del fútbol como el "felino de Algorta". Siendo juvenil, el Sestao se fija en él tras destacar en el Trofeo La Galleta de Urdúliz, siendo elegido mejor portero del torneo. Actualmente es entrenador de porteros en la SD Eibar, tras pasar por el Athletic Bilbao. Lezama, (campo de entrenamiento del Athletic Club), después de haber entrenado al Arenas Club. También trabajó como modelo para la marca deportiva J'Hayber.

## Clubes

### Como jugador
| Club                   | País   | Año       |
| ---------------------- | ------ | --------- |
| Sestao S. C.           | España | 1986-1990 |
| Deportivo de La Coruña | España | 1990-1993 |
| Cádiz C. F.            | España | 1993-1994 |
| C. A. Marbella         | España | 1994-1995 |
| U. D. Salamanca        | España | 1995-1996 |
| Málaga C. F.           | España | 1996-1997 |
| Barakaldo C. F.        | España | 1998-2001 |

### Como entrenador
| Club        | País   | Año       |
| ----------- | ------ | --------- |
| Arenas Club | España | 2007-2008 |